# Francisco González Navarro
Francisco González Navarro (Málaga, 1930-La Berzosa, Comunidad de Madrid, 5 de marzo de 2021) fue un catedrático español de Derecho administrativo, magistrado del Tribunal Supremo.

## Biografía
Nacido en el verano de 1930 en Málaga. Desarrolló su actividad académica en las Universidades de Granada, Complutense, Málaga (1983) y Navarra (1984-1998). En estas dos últimas, ya como catedrático de Derecho administrativo.
Fue magistrado del Tribunal Supremo (1985-2005), donde permaneció hasta su jubilación. Durante los casi quince años que permaneció allí,  realizó más de 1.500 sentencias, junto con diversos votos particulares.
Entre sus aportaciones  científicas al mundo de la judicatura, se pueden citar: el derecho como sistema, el derecho del poder para la libertad, la teoría de los  grupos normativos, la semiótica jurídica, el acoso psíquico en el trabajo.
Realizó junto con Jesús González Pérez, diversos comentarios a las Leyes Administrativas, además de su monumental tratado sobre el Derecho   Administrativo Español.
Casado con María Rosa. El matrimonio tuvo cinco hijos: Beatriz, Eduardo, Luis, Pablo y Leyre.

## Publicaciones
Publicó más de ciento cincuenta publicaciones, entre los que destacan:
- Lo fáctico y lo sígnico. Una introducción a la semiótica jurídica (1995)
- Derecho administrativo español. El acto y el procedimiento administrativo (1997)
- España, nación de naciones: el moderno federalismo (1999)
- El estado social y democrático de derecho (1999)
- Lo fáctico y lo sígnico: una introducción a la semiótica jurídica (1999)
- Procedimiento administrativo local (2005)
- Cincuenta años de procedimiento administrativo en un mundo cambiante (2009)
- La dignidad del hombre y el acoso psíquico en el trabajo que se presta en una administración pública (2009)
- Navarra, matriz de reinos y puerta de Europa (2011)[3]